# ريتا راماني
ريتا راماني (بالإنجليزية: Rita Ramnani)‏ هي ممثلة بريطانية، ولدت في 21 ديسمبر 1981.

## وصلات خارجية
- ريتا راماني على موقع IMDb (الإنجليزية)
- ريتا راماني على موقع أول موفي (الإنجليزية)
- ريتا راماني على موقع قاعدة بيانات الفيلم (الإنجليزية)